# Lazio
|  | Opslaget Lazio kan også hentyde til fodboldklubben S.S. Lazio. |
Lazio (latin: Latium) er en region i det centrale Italien. Dens naboregioner er Toscana, Umbrien, Abruzzo, Molise, Campania og det Tyrrhenske hav.
Regionshovedstaden er Rom.
Andre byer i Lazio: Tivoli, Viterbo, Frascati, Latina, Frosinone.

## Transport
Den største italienske lufthavn, Fiumicino (FCO), ligger i Lazio. Den større havneby, Civitavecchia, ligger i den nordlige del af regionen med trafik til Sardinien og Sicilien. Fra Anzio kan man tage færger til de pontiske øer (Ponza).
På grund af Roms centrale beliggenhed er jernbanenettet meget udbygget i Lazio med direkte forbindelser til hele Italien samt en stor mængde regional trafik.
Der er to større nordgående motorveje fra Lazio samt en østgående mod Abruzzo og en sydgående mod Campania.

## Sport
Fodboldklubben S.S. Lazio ligger i regionen.